# Gorbaczowo (osiedle przy stacji)
Gorbaczowo (ros. Горбачёво) – osiedle przy stacji w Rosji, w obwodzie tulskim, w rejonie pławskim. W 2010 liczyło 364 mieszkańców.